# Hyundai Getz
La Hyundai Getz (conosciuta come Hyundai Click in Corea del Sud e Siria, Hyundai Getz Prime in India, Hyundai TB in Giappone, Inokom Getz in Malaysia e Dodge Brisa in Venezuela) è un'utilitaria prodotta dal 2002 dalla casa automobilistica coreana Hyundai, venduta in gran parte del mondo ad eccezione di Stati Uniti e Canada. Disponibile con carrozzerie a 3 o 5 porte e con cambio manuale 5 marce o automatico a 4 marce.

## Storia
La Getz nasce nel 2002 dallo stesso pianale sul quale verrà prodotta, due anni dopo, la Kia Picanto.
Quando la Getz fu introdotta erano disponibili i motori 1.3 e 1.5 a benzina e uno a gasolio sempre 1.5. 
Nel 2005, unitamente a una lieve modifica della carrozzeria che ne ha aumentato sensibilmente le dimensioni, ci fu una drastica modifica ai motori: fu introdotto il piccolo 1.1, mentre il 1.4 sostituì il 1.3 a benzina e il 1.6 sostituì il 1.5.
Tuttavia quest'ultima motorizzazione più grande non fu disponibile in paesi come la Nuova Zelanda e i paesi del sud dell'Asia e dell'America.
L'auto è stata sottoposta anche ai crash test dell'ente europeo EuroNCAP conquistando 4 stelle su 5.
Nel 2006 il modello subisce un restyling che però colpisce, curiosamente, solo le versioni diesel e il 1.6 a benzina. Questo restyling non verrà però diffuso nelle auto vendute in Venezuela.
Tra la fine del 2008 e i primi mesi del 2009 è stata presentata la moderna Hyundai i20, erede della Getz, che però non esce automaticamente di produzione rimanendo presente nei listini insieme alla sua erede in alcuni paesi fino al 2011, anno in cui la produzione della Getz cessa definitivamente.

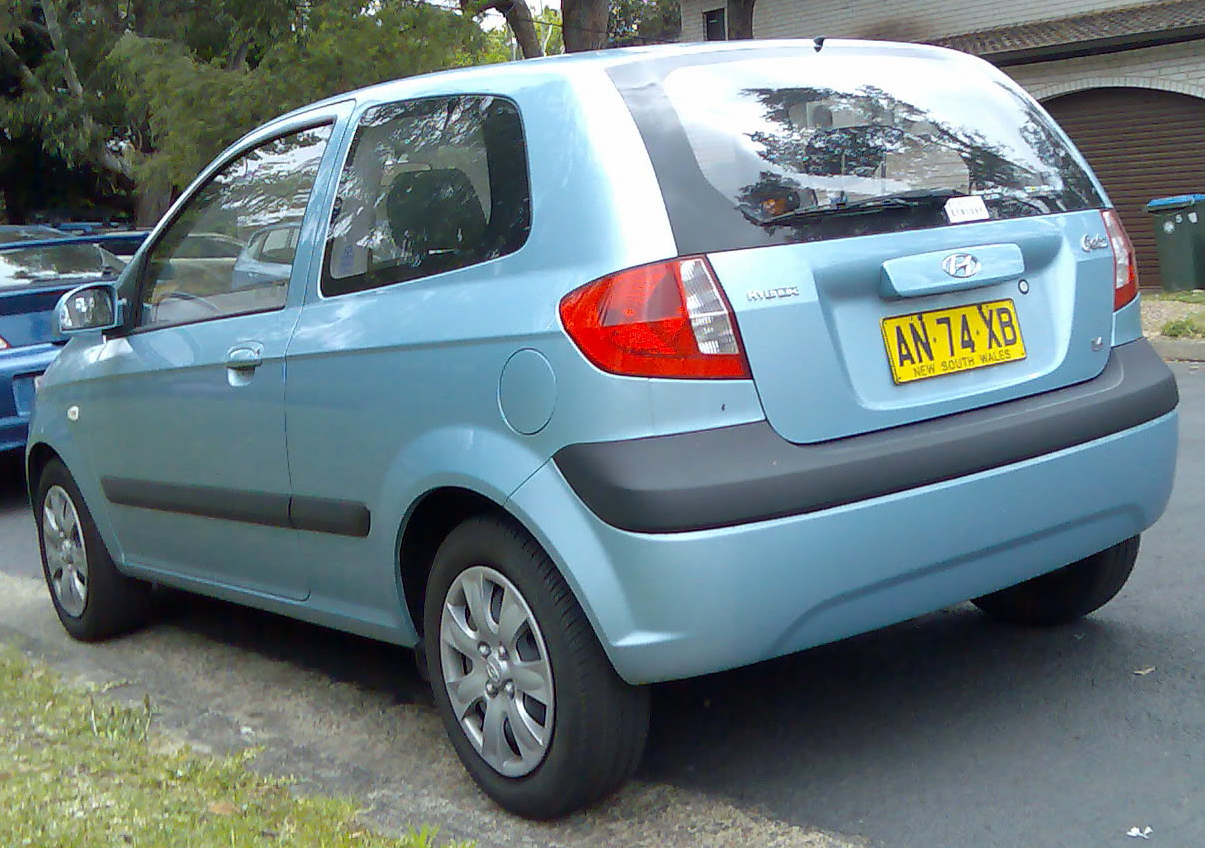
Hyundai Getz restyling

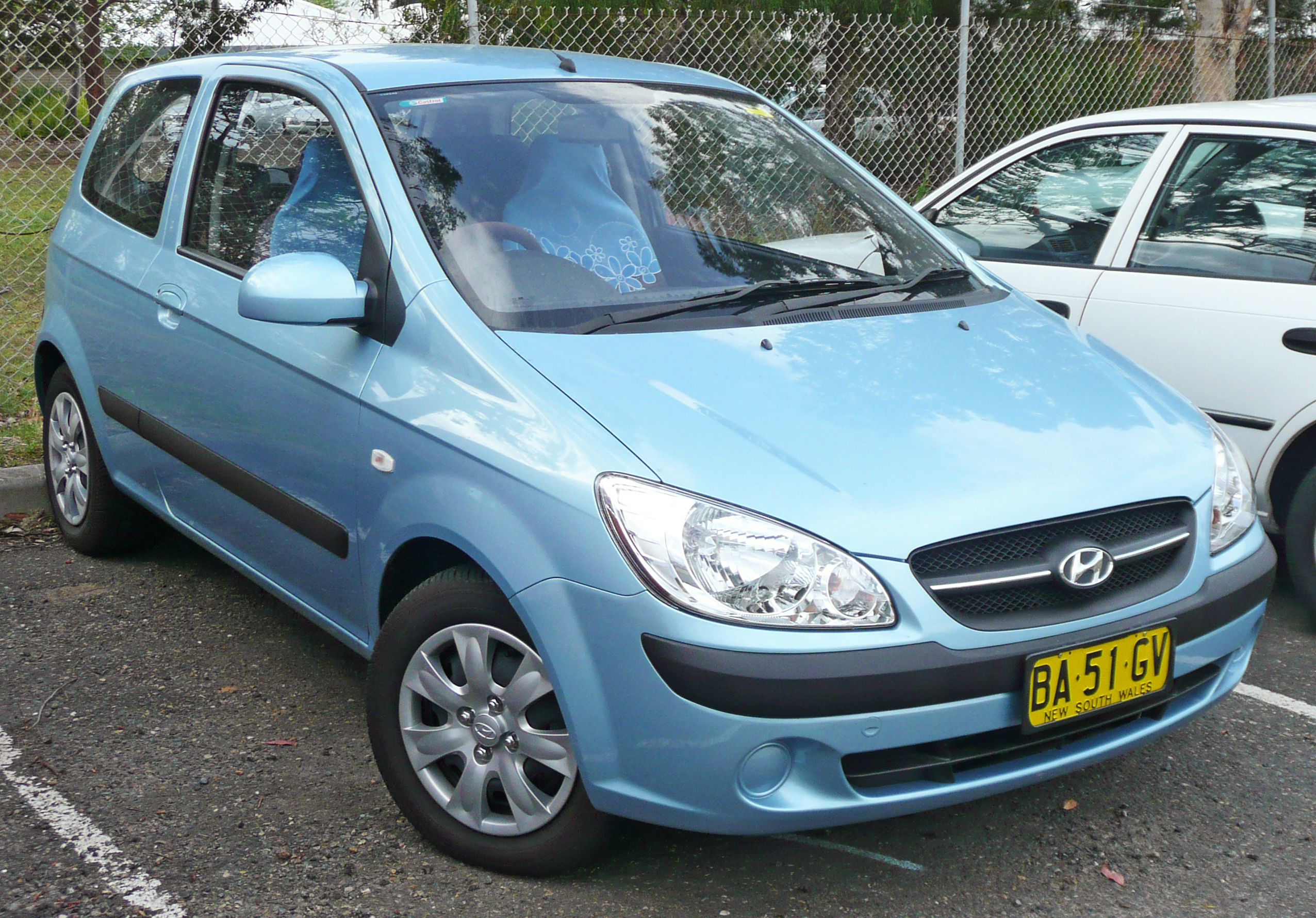
Hyundai Getz restyling